# Andriy Yahodka
Andriy Yahodka (né le 6 juillet 1988 à Odessa) est un escrimeur ukrainien, spécialiste du sabre.

## Palmarès
- Championnats d'Europe d'escrime
  -  Médaille d'argent aux championnats d'Europe d'escrime 2010 à Leipzig
  -  Médaille de bronze aux championnats d'Europe d'escrime 2012 à Legnano